# Giorgio Cattani
Giorgio Cattani (* 1949 in Ferrara) ist ein italienischer Maler- und Videokünstler.
Giorgio Cattani studierte an der Universität Ferrara. Ausgestellt hat er unter anderem im Centre Georges Pompidou, auf der Biennale von São Paulo und dem Internationalen Filmfestival von Locarno. Zudem wurden seine Werke 1986 in der Bleeker Gallery in New York, 1987 auf der documenta 8 in Kassel und 1993 auf der 45. Biennale di Venezia in Venedig gezeigt.